# Bulbostylis megastachys
Bulbostylis megastachys är en halvgräsart som först beskrevs av Henry Nicholas Ridley, och fick sitt nu gällande namn av Charles Baron Clarke. Bulbostylis megastachys ingår i släktet Bulbostylis och familjen halvgräs. Inga underarter finns listade i Catalogue of Life.